# Мулові жаби
Мулові жаби (Pelodytidae) — родина земноводних підряду Mesobatrachia ряду Безхвості. Має 3 роди (з них 2 вимерлі) та 6 видів. Інша назва «хрестовки».

## Опис
Загальна довжина досягає 4—6 см. Голова середнього розміру. Тулуб витягнутий, стрункий, доволі витончений. Очі у більшості представників цього роду великі, опуклі з вертикальними зіницями. Шкіра гладенька. Плавальні перетинки на задніх лапках слабко розвинені, п'ятковий горбик маленький і округлий. У самців є резонатори. Мають відносно довгі задні ноги, з пласким верхом.
Забарвлення коричневе, сіре, зелене або оливкове з яскравими плямами або цяточками.

## Спосіб життя
Воліють перебувати на суходолі. У воду спускаються лише під час шлюбного сезону й при ікрометанні. Активні у присмерку. Харчуються комахами. Пуголовки мають помірні розміри.

## Розповсюдження
Мешкають у південно—західній Європі та у західній частині Кавказу.

## Роди
- Pelodytes
- †Propelodytes
- †Miopelodytes